# Pseudophacopteron sodalis
Pseudophacopteron sodalis är en insektsart som beskrevs av Malenovsk² och Burckhardt 2009. Pseudophacopteron sodalis ingår i släktet Pseudophacopteron och familjen Phacopteronidae.
Artens utbredningsområde är Angola. Inga underarter finns listade i Catalogue of Life.